# هانس بيتر زايدل
هانس بيتر زايدل (بالألمانية: Hans-Peter Seidel)‏ هو رياضياتي وعالم حاسوب ألماني، ولد في 24 أبريل 1958 في شتوتغارت في ألمانيا.